# Reece Loudon
Reece James Loudon, más conocido como Reece Loudon (Stevenage, Hertfordshire, Inglaterra, 2 de octubre de 1993), es un futbolista inglés. Se desempeña como centrocampista ofensivo o lateral izquierdo y actualmente milita en el Chelsea FC de la Premier League de Inglaterra.

## Trayectoria
Reece ha sido parte de la Academia del Chelsea Football Club desde los 13 años de edad. Reece trascendió de tal forma en el equipo Sub-16 que debutó en el equipo de reservas en marzo de 2010 ante las reservas del Portsmouth FC, sin siquiera haber debutado con el equipo juvenil. En la temporada 2010-11, Reece fue promovido al equipo juvenil.

## Clubes
| Club       | País       | Año             |
| ---------- | ---------- | --------------- |
| Chelsea FC | Inglaterra | 2006 - Presente |